# No Exit
No Exit – album zespołu Blondie wydany przez wytwórnię Chrysalis Records w lutym 1999. Nagrań dokonano w Red Night Recording, Electric Lady Studios i Chung King House Of Metal w Nowym Jorku w 1998.
Jego produkcji podjął się Craig Leon (choć nad pierwszymi nagraniami demo pracował najsłynniejszy z producentów Blondie – Mike Chapman). Płyta okazała się dla zespołu dużym sukcesem; pierwszy singel – „Maria” trafił na pierwsze miejsce listy przebojów w Wielkiej Brytanii czyniąc Blondie pierwszym wykonawcą mającym przez kolejne trzy dekady – lata 70., 80. i 90. – „numery jeden” na listach przebojów. Singel osiągnął szczyt list przebojów aż w 14 krajach. W rodzimej Ameryce powodzenie okazało się mniejsze. Co prawda album dotarł do 18 miejsca notowania magazynu Billboard, jednak żaden z singli nie osiągnął spodziewanego sukcesu.
Drugi singel – „Nothing Is Real But The Girl” doszedł w tradycyjnie przychylnej Blondie Wielkiej Brytanii do miejsca 26.
Singel trzeci, tytułowe „No Exit”, mimo nawiązań do modnego wówczas stylu rap i udziału w nagraniu rapera Coolio, nie odniósł podobnego sukcesu.
„No Exit” to charakterystyczna dla dojrzałego etapu twórczości Blondie mieszanina stylów muzycznych, od firmowej dla zespołu post-punkowej trawestacji brzmienia dziewczęcych zespołów lat 60., poprzez jazz, pop, reggae, ska, rap, hard-rock, a nawet country („The Dream’s Lost on Me”). Przy czym album zachowuje zadziwiającą spójność. Zamykające płytę „Dig up the Conjo” swą apokaliptyczną atmosferą, rytmiką i potężnym brzmieniem przywołuje echa beatlesowskiego Tomorrow Never Knows.
Album sprzedał się w ponad 2 milionach egzemplarzy na świecie, przywrócił Blondie na estrady, utwierdził dorobek a również pokazał możliwości zespołu na przyszłość, co zaowocowało płytą The Curse of Blondie. „No Exit” uważane jest za jeden z najbardziej udanych powrotów muzycznych dawnych wielkich gwiazd.

## Lista utworów
1. "Screaming Skin" (D. Harry, C. Stein, R. Ashby, L. Foxx) – 5:35
2. "Forgive and Forget" (C. Stein) – 4:31
3. "Maria" (J. Destri) – 4:51
4. "No Exit" (D. Harry, J. Destri, R. Ashby, C. Stein, Coolio) – 4:51
5. "Double Take" (D. Harry, C. Stein) – 4:12
6. "Nothing Is Real but the Girl" (J. Destri) – 3:13
7. "Boom Boom in the Zoom Zoom Room" (D. Harry, R. Ashby, C. Burke, K. Valentine, D. Freeman) – 4:08
8. "Night Wind Sent" (D. Harry, C. Stein, R. Ashby, L. Foxx) – 4:40
9. "Under the Gun" (for Jeffrey Lee Pierce) (C. Stein) – 4:09
10. "Out in the Streets" (The Shangri-Las cover) (E. Greenwich, J. Barry) – 3:03
11. "Happy Dog" (for Caggy) (D. Harry, C. Stein, R. Ashby) – 3:24
12. "The Dream's Lost on Me" (D. Harry, C. Stein, R. Ashby) – 3:19
13. "Divine" (C. Burke, G. Valentine) – 4:14
14. "Dig up the Conjo" (D. Harry, C. Stein, J. Destri) – 4:55

wydanie amerykańskie i kanadyjskie
1. "Dreaming" (nie wymieniony w spisie) koncert w Lyceum Ballroom, Londyn 22 listopada 1998 (D. Harry, C. Stein) – 3:22
2. "Call Me" (nie wymieniony w spisie) koncert w Lyceum Ballroom, Londyn 22 listopada 1998 (G. Moroder, D. Harry) – 4:47
3. "Rapture" (nie wymieniony w spisie) koncert w Lyceum Ballroom, Londyn 22 listopada 1998 (D. Harry, C. Stein) – 7:07

wydanie australijskie
1. "Call Me" koncert w Lyceum Ballroom, Londyn 22 listopada 1998 (G. Moroder, D. Harry) – 4:47
2. "Rapture" koncert w Lyceum Ballroom, Londyn 22 listopada 1998 (D. Harry, C. Stein) – 7:07
3. "Heart of Glass" koncert w Lyceum Ballroom, Londyn 22 listopada 1998 (D. Harry, C. Stein) – 6:49

japońskie wydanie
1. "Hot Shot" (A. Kahn, K. Borusiewicz) – 3:46

reedycja 2001
1. "Hot Shot" koncert w Lyceum Ballroom, Londyn 22 listopada 1998 (A. Kahn, K. Borusiewicz) – 3:46
2. "Rapture" (nie wymieniony w spisie) koncert w Lyceum Ballroom, Londyn 22 listopada 1998 (D. Harry, C. Stein) – 7:07
3. "Heart of Glass" (nie wymieniony w spisie) koncert w Lyceum Ballroom, Londyn 22 listopada 1998 (D. Harry, C. Stein) – 6:49

limitowane wydanie europejskie z EP-ką 1999
1. "Call Me" koncert w Lyceum Ballroom, Londyn 22 listopada 1998 (G. Moroder, Harry) – 4:47
2. "Rapture" koncert w Lyceum Ballroom, Londyn 22 listopada 1998 (D. Harry, C. Stein) – 7:07
3. "Dreaming" koncert w Lyceum Ballroom, Londyn 22 listopada 1998 (D. Harry, C.Stein) – 3:21
4. "Heart of Glass" koncert w Lyceum Ballroom, Londyn 22 listopada 1998 (D. Harry, C. Stein) – 6:49

## Skład
- Chris Stein – gitara, gitara basowa
- Deborah Harry – śpiew
- Clem Burke – perkusja
- James Destri – instr. klawiszowe

gościnnie
- Leigh Foxx – gitara basowa
- Paul Carbonara – gitara
- Coolio – śpiew w "No Exit"
- Candy Dulfer – saksofon w "Double Take"
- Frank Pagano – instr. perkusyjne

produkcja
- Craig Leon – nagranie, produkcja
- Cassell Webb – asystent producenta
- Steve Hall – mastering

## Pozycje albumu na listach przebojów
- UK – 3
- USA – 18
- Niemcy – 18
- Australia – 72
- Austria – 20
- Szwajcaria – 21
- Francja – 25
- Szwecja – 36